# WDNCh (Metrostation)

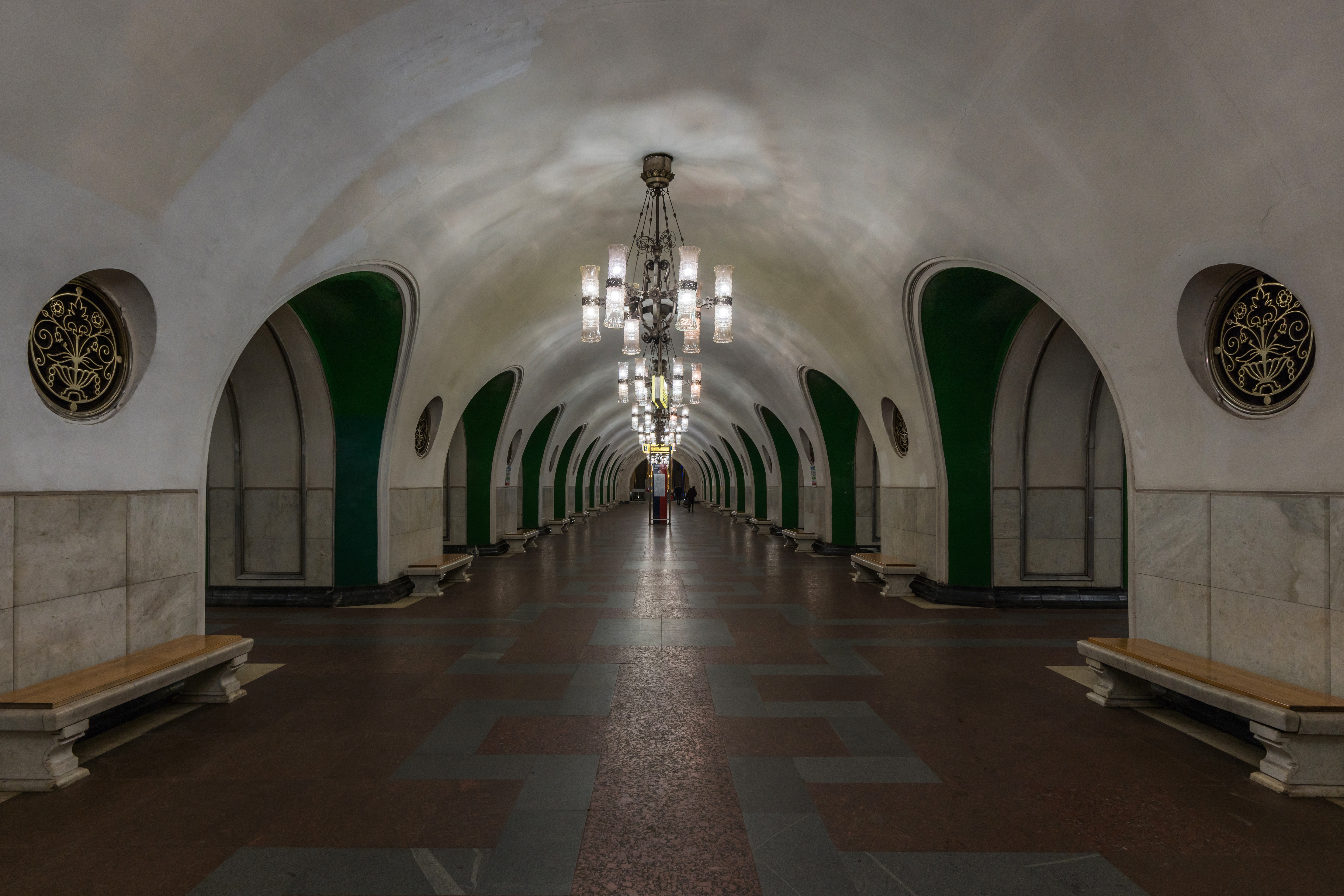
Bahnsteighalle der Station WDNCh

 WDNCh (russisch ВДНХ Ausspracheⓘ) ist der Name einer Station der Metro Moskau an der Kaluschsko-Rischskaja-Linie. Bei der Eröffnung der Station am 1. Mai 1958 war sie die nördlichste Station der neuen „Rischskaja-Linie“, die von der Station „Prospekt Mira“ bis zur „WDNCh“ führte. 
In den ersten Monaten nach ihrer Eröffnung trug die Station den Namen WSChW, der Abkürzung für die All-Unions-Landwirtschaftsausstellung (russ. Всесоюзная Сельскохозяйственная Выставка, ВСХВ). Ab 12. Dezember 1959 wurde sie nach der Ausstellung der Errungenschaften der Volkswirtschaft der UdSSR (WDNCh) (russ. Выставка достижений народного хозяйства СССР, ВДНХ) benannt, einer Schau der Errungenschaften des Sozialismus, die als Demonstration der Leistungsstärke der sowjetischen Planwirtschaft gedacht war. Zwischen 1992 und 2014 hieß dieses Ausstellungsgelände Allrussisches Ausstellungszentrum, die Metrostation hingegen behielt ihren Namen auch in dieser Zeit: Projekte von 1991 und 1992,  die Station in „Wystawotschnaja“ (Выставочная) oder „Rostokino“ (Ростокино) umzubenennen, wurden nicht realisiert.
Mit 53,5 m ist die WDNCh eine der tiefsten Stationen der Moskauer Metro. Sie wurde nach einem Projekt der Architekten I. Gocharai-Charmandarjan, J. Tscherepanow, Iwan Taranow und Nadeschda Bykowa erbaut. Ursprünglich war geplant, die Station ähnlich anderer Stationen, die in den 1950er Jahren gebaut wurden, entlang der Innenseiten der Bögen mit Mosaiken von Wladimir Faworski zu verzieren. In der Folge von Nikita Chruschtschows Angriff auf die dekorativen „Extras“, wurden die Mosaiken grob mit grüner Farbe übertüncht. Die Station verfügt über mit weißem Marmor verkleidete Pfeiler und runde Lüftungsgitter. Am 29. September 1978 wurde die 8,1 km lange Verlängerung nach Norden bis „Medwedkowo“ ihrer Bestimmung übergeben.
Das ursprüngliche runde Eingangsgebäude befindet sich auf der Westseite des „Prospekt Mira“, vor dem Kosmonautenmuseum. Ein zweiter Eingang wurde 1997 am südlichen Ende der Station eröffnet.
Mit einem täglichen Passagieraufkommen von 137.000 Fahrgästen ist die WDNCh eine der am stärksten frequentierten Stationen der Moskauer Metro. Sie besitzt einen Übergang zur Einschienen-Hochbahn Monorail Moskau.

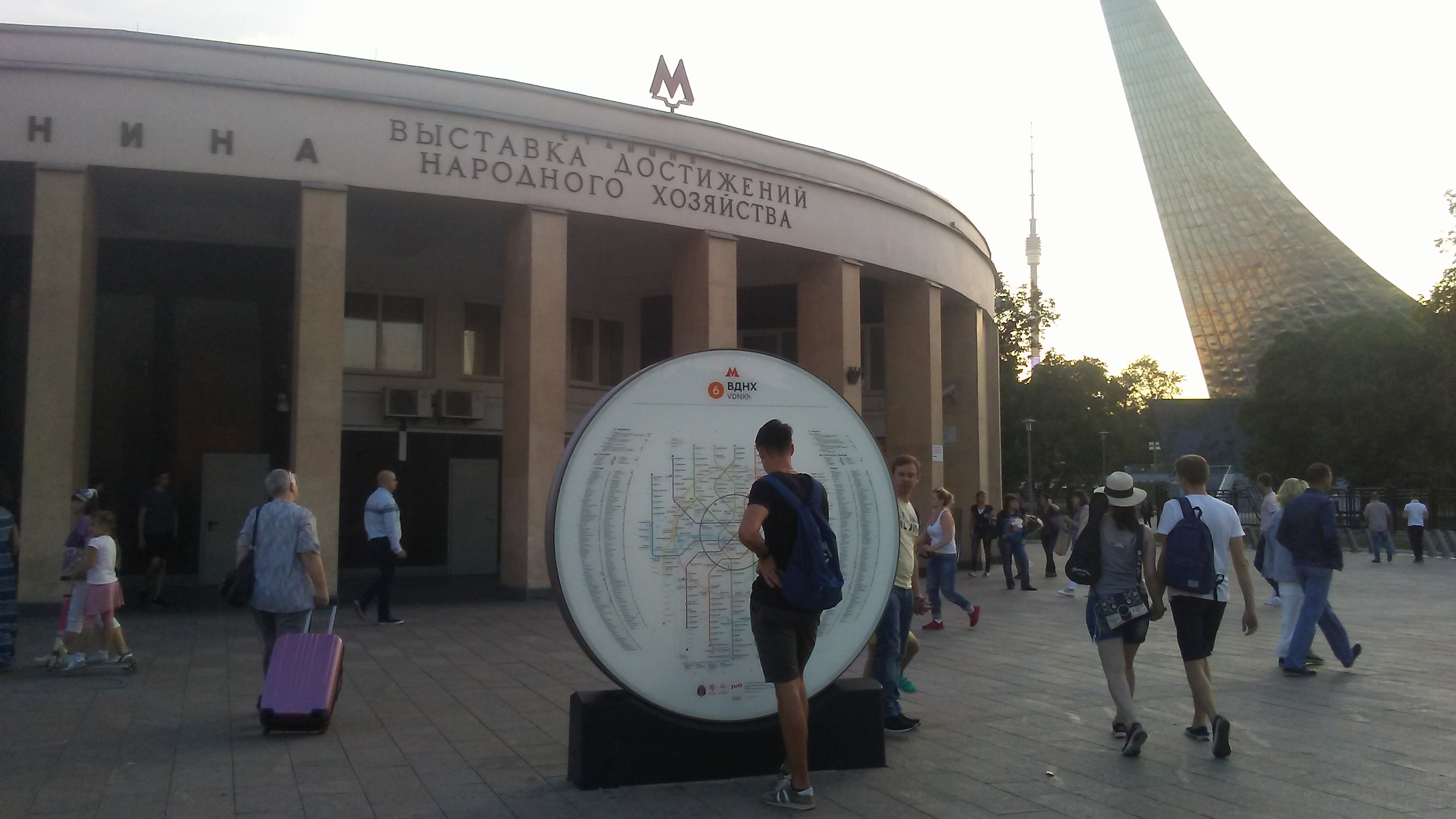
Nordeingang

Die Station ist die Heimat des Protagonisten im Roman Metro 2033 und den dazugehörigen Computerspielen.